# Wind Rose (együttes)
A Wind Rose olasz power metal zenekar, amelyet 2009-ben alapítottak a toszkánai Pisában. A zenekar eddig hat stúdióalbumot adott ki, legutóbb a Trollslayer címűt 2024 októberében. A zenekar elsősorban a power metal és a folk-metal kombinációját játssza hangszereléssel és énekharmóniákkal kísérve, a szöveges témákat J. R. R. Tolkien művei, különösen Tolkien törpéi ihlették, ahonnan a zenekar esztétikáját is kapta; emiatt a zenekar hangzását dwarf metalnak, azaz törpe metálnak is nevezik.

## Történet
2010 márciusában, néhány hónappal megalakulásuk után a Wind Rose kiadott egy CD-t „Demo 2010” címmel, melynek producere Cristiano Bertocchi volt. 2012. augusztus 28-án a Wind Rose kiadta első nagylemezét, a Shadows Over Lothadruin-t a Bakerteam Records-on (a Scarlet Records másodlagos részlege) keresztül.
2013 és 2014 között számos promóciós élő koncertet adtak Európában a Wintersun, a Finntroll és az Epica közvetlen előzenekaraként. 2014 folyamán Cristiano Bertocchi basszusgitárosként csatlakozott a zenekarhoz, mielőtt a banda stúdióba vonult, hogy felvegye második nagylemezét.
2015 februárjában részt vettek az Eluveitie Origins európai turnéján, majd a Scarlet Records kiadónál megjelent második stúdióalbumuk, a Wardens of the West Wind. 2015 októberében az Ensiferum spanyolországi koncertjeinek előzenekaraként is játszottak a One Man Army európai turnéja során. 2016-ban a Wind Rose a koncertek után az egész 2016-os évet új anyag írásának szentelte. 2017-ben a zenekar szerződést kötött az Inner Wound Recordings-szal a harmadik albumuk, a Stonehymn kiadására, ami májusban jelent meg. Az első megjelent videó a „The Wolves' Call” volt, melyet a „To Erebor” követett, ami tovább növelte a zenekar népszerűségét, milliókat elérve a Facebookon és a YouTube-on. A Wind Rose-t ezután meghívták olyan nagy metal fesztiválokra, mint a Bloodstock (Egyesült Királyság) és a Masters of Rock (Csehország).
2018 januárjában a zenekart felkérték, hogy turnézzon Japánban az Ensiferummal, 2018 áprilisában és májusában pedig csatlakoztak a Path to Glory európai turnéhoz az Ensiferummal és az Ex Deoval. 2018 decemberében a Wind Rose bejelentette, hogy szerződést kötött a Napalm Records-szal és új albumot vesznek fel. 2019. június 6-án a Wind Rose kiadta az első kislemezt a Napalmnál: „Diggy Diggy Hole” című dalát, amelyet eredetileg a The Yogscast nevű játékos YouTubers írt és adott elő. A Wintersaga című album 2019. szeptember 27-én jelent meg.
2022. március 8-án a zenekar bejelentette ötödik stúdióalbumát, a Warfront-ot, amely 2022. június 10-én jelent meg.

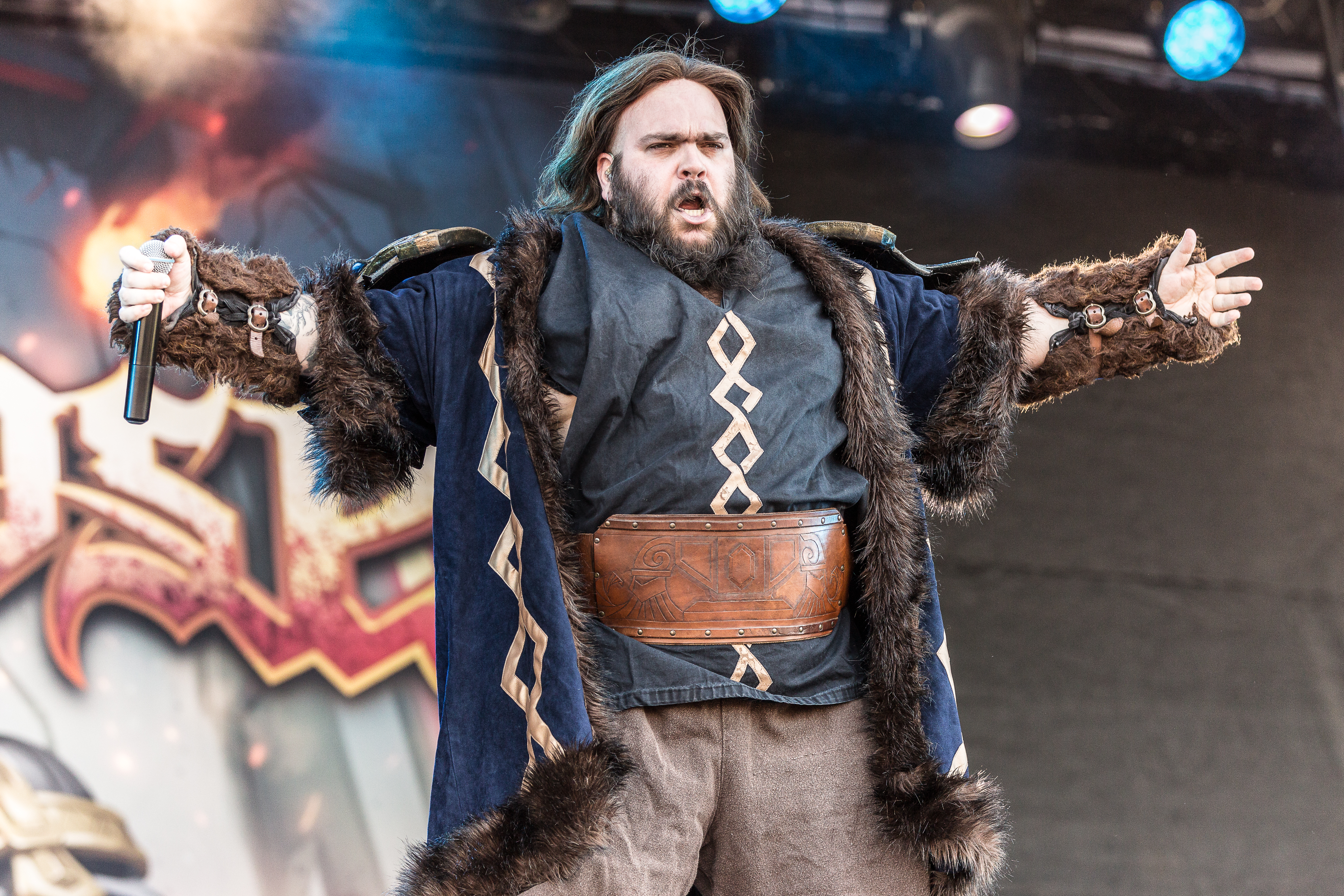
Francesco Cavalieri, 2023

2024. július 11-én a zenekar bejelentette közelgő hatodik stúdióalbumát, a Trollslayert, amely 2024. október 4-én jelent meg. Ugyanebben az évben részt vettek a Powerwolf zenekar Wolfsnächte Tour 2024 elnevezésű európai turnéján a HammerFall zenekarral együtt.

## Tagok
Jelenlegi tagok
- Francesco Cavalieri – ének (2009-től napjainkig)
- Claudio Falconcini – gitárok, háttérének (2009-től napjainkig)
- Federico Meranda – billentyűs hangszerek (2009-től napjainkig)
- Cristiano Bertocchi – basszusgitár, háttérének (2014-től napjainkig)
- Federico Gatti – dob (2018-ma)

Korábbi tagok
- Alessio Consani – basszusgitár (2009-2013)
- Daniele Visconti – dob, háttérének (2009-2017)

## Diszkográfia

### Stúdióalbumok
- Shadows Over Lothadruin (2012)
- Wardens of the West Wind (2015)
- Stonehymn (2017)
- Wintersaga (2019)
- Warfront (2022)
- Trollslayer (2024)

### Solo megjelenések
- "The Returning Race" (2017)
- "To Erebor" (2017)
- "Diggy Diggy Hole" (2019)
- "Drunken Dwarves" (2019)
- "Wintersaga" (2019)
- "Diggy Diggy Hole (Dance Remix)" (2020)
- "We Were Warriors" (2020)
- "Gates of Ekrund" (2022)
- "Together We Rise" (2022)
- "Fellows of the Hammer" (2022)
- "Rock and Stone" (2024)[15]

### Demók
- Demo 2010 (2010)

## Fordítás
Ez a szócikk részben vagy egészben  a   Wind Rose (band) című angol Wikipédia-szócikk ezen változatának fordításán alapul.  Az eredeti cikk szerkesztőit annak laptörténete sorolja fel. Ez a jelzés csupán a megfogalmazás eredetét és a szerzői jogokat jelzi, nem szolgál a cikkben szereplő információk forrásmegjelöléseként.